# さくら屋
さくら屋（さくらや）は、栃木県足利市にかつて存在した日本の百貨店。
両毛地区初の百貨店法に基づいた百貨店で、開業初日には当時の足利の商店街が史上最高の人出となった。
1970年（昭和45年）4月に十字屋に営業権を譲渡して従業員も全て移籍し、不動産会社に転換した。

## 概要
1950年（昭和25年）10月に島田良三郎が衣料品小売店「さくら屋呉服店」を創業し、1952年（昭和27年）4月26日に資本金150万円で「株式会社さくら屋呉服店」として法人化した。
島田良三郎の義弟である和田正毅が独立し、1955年（昭和30年）10月に前橋市に「株式会社さくらや」を設立して服地小売店を開業した。1961年（昭和36年）に前橋に地下1階・地上4階建ての店舗を完成。
同年10月に資本金を500万円に増資し、「株式会社さくら屋」へ商号を変更した。
1962年（昭和37年）11月に桐生市に支店を開設。
1963年（昭和38年）10月1日に「株式会社前橋さくらや」を設立して前橋市の「株式会社さくらや」の婦人服地販売業を継承させ、不動産管理の「株式会社さくらや本社」と分離。
1967年（昭和42年）4月に百貨店法の許可を得て、同年9月に「さくら屋商事株式会社」を設立して桐生店を分離独立。
当時の足利市の中央商店街は幅10mに満たず通2丁目以西が一方通行となっており、国道の拡幅と防災建築街区の造成が並行して進められることになった。それに伴って当社は総工費約5億6000万円を投じて鉄骨鉄筋コンクリート造地上7階建て・一部8階建ての店舗を建設し、両毛地区初の百貨店法に基づいた百貨店を1967年（昭和42年）11月27日に開業。
この開業初日には、商店街に当時としては史上最高の買い物客が押し寄せ、花火大会並みの混雑となった。
その後も順調に買い物客を集めて売上を伸ばして足利の商店街の各店舗として機能し、近隣の商店の売上も伸ばした。
1968年（昭和43年）3月に資本金を5000万円に増資し、同年には売上高約16億円を上げた。
しかし、1968年（昭和43年）に「藤五ストア」足利店が開店し、1932年（昭和7年）7月15日に「丸高均一店」として開店以来足利市民に親しまれていた髙島屋ストアが1969年（昭和44年）に高層化。
同年7月13日に永楽町の「丸足足利海陸物産市場」跡にキンカ堂が進出することが明らかになったが、当時は疑似百貨店として進出を規制できない状況であった。
この状況で、さくら屋単独での百貨店経営では先行き不透明の公算が大きいことから、従業員及び全商品も十字屋が引受ける形で百貨店の営業権を譲渡することを、同年11月に発表した。
1970年（昭和45年）4月に十字屋に営業権を譲渡して従業員も全て移籍し、「株式会社さくら屋」は不動産業に転換した。
1993年（平成5年）の十字屋閉店後の跡地はしばらく廃墟となっていたが、建物は解体され更地となった。
2000年 足利まちづくりがパサージュ形式のイベント店舗スペースとイベントスペース (足利ドーム) を設置したビューティフル アシカガ・スクエアが開設。（2000年（平成12年）11月から2001年（平成13年）1月）また、足利商工会議所が中小企業庁の商店街活性化対策事業補助金を受けて各種イベントを行った。
2003年（平成15年）5月にフレッセイ通町店が建設され、開店。

## 年表
- 1950年（昭和25年）10月 - 島田良三郎が衣料品小売店[3]「さくら屋呉服店」を創業[11]。
- 1952年（昭和27年）4月26日[1] - 資本金150万円で[3]「株式会社さくら屋呉服店」として法人化[1]。
- 1955年（昭和30年）10月 - 義弟の和田正毅が独立し[12]、前橋市に「株式会社さくらや」を設立[13]。
- 1961年（昭和36年）
  - 10月 - 資本金を500万円に増資し[3]、「株式会社さくら屋」へ商号を変更[1]。
  - 前橋の「さくら屋」の地下1階・地上4階建ての店舗が完成[12]。
- 1967年（昭和42年）
  - 4月 - 百貨店法の許可を得る[3]。
  - 9月 - 「さくら屋商事株式会社」を設立して桐生店を分離独立[3]。
- 1967年（昭和42年）11月27日[5] - 両毛地区初の百貨店法に基づいた百貨店を開業[8]。
- 1968年（昭和43年）
  - 3月に資本金を5000万円に増資[3]。
  - 売上高約16億円を上げる[5]。
- 1970年（昭和45年）4月 - 十字屋に営業権を譲渡して従業員も全て移籍し、「株式会社さくら屋」は不動産業に転換[10]
- 1993年（平成5年）12月末日 - 十字屋足利店が閉店[16]
- 2003年（平成15年）5月 - 当店跡地にフレッセイ通町店が開店[9]。

## 開店時のフロアガイド
鉄骨鉄筋コンクリート造地上7階建て・一部8階建てで、6階には屋上遊園地・7-8階には喫茶店や子供用ジム・展望台を備えた。上りエスカレーター、エレベーター3機が設置されており、屋上遊園地の観覧車も当時としては珍しく子供たちに人気だった。
8階 展望台、喫茶、アイスクリーム、お子様ジム
7階 ギャラリー、お茶・お花・人形教室、展覧会場
6階 ゲームセンター、熱帯魚、小鳥、お子様乗り物、プレイランド
5階 大食堂、中華和洋食、寿司、甘味「さくらんぼ」、喫茶、宴会場、写真、スタンド、両毛名店街
4階 家庭用品、和洋陶器、漆器、美術工芸品、おもちゃ、乗り物、和洋人形、書籍、レコード
3階 ベビー子供服、寝具、インテリア、京呉服、実用呉服、高級和装履物
2階 紳士服、ヤングメンコーナー、ワイシャツ、婦人服、デザイン室、婦人服地
1階 婦人服、婦人子供服、紳士婦人用品、雑貨、化粧品、煙草

## 過去に存在した店舗・事業所
- 桐生支店（群馬県桐生市本町4丁目323[1]、1962年（昭和37年）11月開店[3]）
- 工場（栃木県足利市通4丁目2572番地[1]）

## 過去に存在した関連会社
- さくら屋商事株式会社（1967年（昭和42年）9月設立[3]）

桐生支店を分離独立させた会社。
- 株式会社さくらや[13] → 株式会社さくらや本社[17]（群馬県前橋市千代田町4丁目13-5[17]（旧・前橋市横山町32[13]）、1955年（昭和30年）10月設立[13]）

婦人服地販売 → 不動産賃貸業
義弟の和田正毅が独立して設立し、1963年（昭和38年）10月1日に「株式会社前橋さくらや」を設立して婦人服地販売業を分離した。
- 株式会社前橋さくらや（群馬県前橋市千代田町4丁目13-5[12]、1963年（昭和38年）10月1日設立[12]）

不動産管理会社の「株式会社さくらや本社」と婦人服地販売業を分離するために設立された。